# Lindy Hemming
Linda „Lindy“ Hemming (* 21. August 1948) ist eine walisische Kostümbildnerin. Sie wurde 2000 für ihre Arbeit in Topsy-Turvy – Auf den Kopf gestellt mit einem Oscar ausgezeichnet.

## Leben
Hemming studierte an der Royal Academy of Dramatic Art in London. Sie war zunächst für das Kostümdesign an verschiedenen Theatern wie der Royal Shakespeare Company und dem Royal National Theatre verantwortlich.
Neben der Arbeit für einige britische Filme ist sie seit Mitte der 1990er in zahlreichen Hollywood-Produktionen für das Kostümdesign verantwortlich gewesen. Zu den bekanntesten Filmen, an denen Hemming mitwirkte, gehören Teile der Filmreihen James Bond, Tomb Raider und Harry Potter. Auch an den drei Batman-Werken von Regisseur Christopher Nolan war sie beteiligt. 2003 saß Hemming in der Jury der British Independent Film Awards.
2000 gewann Hemming für Topsy-Turvy – Auf den Kopf gestellt einen Oscar in der Kategorie Bestes Kostümdesign. 2008 wurde sie für ihre Arbeit in The Dark Knight bei den Costume Designers Guild Awards in der Kategorie Best Costume Design in a Fantasy Film ausgezeichnet. Zuvor wurde Hemming bereits für Batman Begins und Casino Royale nominiert. Bei den British Academy Film Awards 2009 war sie ebenfalls für The Dark Knight in der Kategorie Beste Kostüme nominiert.

## Filmografie (Auswahl)
- 1984: Comfort and Joy
- 1985: Mein wunderbarer Waschsalon (My Beautiful Laundrette)
- 1985: Gänsemarsch (Laughterhouse)
- 1988: Hohe Erwartungen (High Hopes)
- 1989: Der Fluch der Wale (When the Whales Came)
- 1989: Liebe, Rache, Cappuccino (Queen of Hearts)
- 1990: Die Krays (The Krays)
- 1991: Life is Sweet
- 1991: Hear My Song
- 1992: Irren ist mörderisch (Blame it on the Bellboy)
- 1992: Waterland
- 1993: Nackt (Naked)
- 1994: Vier Hochzeiten und ein Todesfall (Four Weddings and a Funeral)
- 1995: Funny Bones – Tödliche Scherze (Funny Bones)
- 1995: James Bond 007 – GoldenEye (GoldenEye)
- 1996: Blood and Wine
- 1997: The Brave
- 1997: Prinz Eisenherz (Prince Valiant)
- 1997: James Bond 007 – Der Morgen stirbt nie (Tomorrow Never Dies)
- 1998: Little Voice
- 1999: Topsy-Turvy – Auf den Kopf gestellt (Topsy-Turvy)
- 1999: James Bond 007 – Die Welt ist nicht genug (The World Is Not Enough)
- 2000: In stürmischen Zeiten (The Man Who Cried)
- 2001: Lara Croft: Tomb Raider
- 2002: Harry Potter und die Kammer des Schreckens (Harry Potter and the Chamber of Secrets)
- 2002: James Bond 007 – Stirb an einem anderen Tag (Die Another Day)
- 2003: Lara Croft: Tomb Raider – Die Wiege des Lebens (Lara Croft Tomb Raider: The Cradle of Life)
- 2005: Batman Begins
- 2006: James Bond 007 – Casino Royale (Casino Royale)
- 2008: The Dark Knight
- 2010: Auftrag Rache (Edge of Darkness)
- 2010: Kampf der Titanen (Clash of the Titans)
- 2012: The Dark Knight Rises
- 2014: Paddington
- 2017: Wonder Woman
- 2017: Paddington 2
- 2023: Wonka